# Sooner or Later (John P. Hammond)
Sooner or Later è un album di John P. Hammond, pubblicato dalla Atlantic Records nel 1968.

## Tracce
Lato A
1. Crosscut Saw – 2:43 (R.G. Ford) – Registrato a New York City, New York, 30 gennaio 1968
2. How Many More Years – 3:13 (Chester Burnett) – Registrato a New York City, New York, 4 marzo 1968
3. Sooner or Later – 2:14 (Jimmy McCracklin) – Registrato il 19 luglio 1967
4. Shake Your Money Maker – 1:56 (Elmore James) – Registrato a New York City, New York, 30 gennaio 1968
5. Sugar Mama – 4:13 (John Lee Hooker) – Registrato a New York City, New York, 30 gennaio 1968

Durata totale: 14:19
Lato B
1. Nine Below Zero – 2:43 (Sonny Boy Williamson II) – Registrato il 19 luglio 1967
2. Dusty My Broom – 2:24 (Elmore James) – Registrato a New York City, New York, 30 gennaio 1968
3. Evil Is Going On – 3:38 (Willie Dixon) – Registrato a New York City, New York, 4 marzo 1968
4. That's Alright – 3:20 (Jimmie Rodgers) – Registrato il 19 luglio 1967
5. Don't Start Me Talking – 2:31 (Sonny Boy Williamson) – Registrato a New York City, New York, 4 marzo 1968

Durata totale: 14:36

## Formazione
- John P. Hammond - chitarra, armonica, voce
- Willie Bridges - sassofono tenore, sassofono baritono
- Gordon Fleming - pianoforte
- George Stubbs - pianoforte
- Herman Pittman - basso
- Charles Otis - batteria

Note aggiuntive
- John Hammond - produzione
- Chris Huston - ingegnere del suono
- Adrian Barber - ingegnere del suono
- Richard Alderson - masterizzazione, mixaggio[1]